# Ivar Swensson
Ivar Swensson (Norrköping, 7 novembre 1893 – Värmdö, 18 giugno 1934) è stato un calciatore svedese, di ruolo attaccante.

## Carriera

### Nazionale
Con la Nazionale svedese prese parte alle Olimpiadi del 1912; in totale ha segnato 16 reti in 21 partite con la nazionale svedese.

### Cronologia presenze e reti in Nazionale
| Cronologia completa delle presenze e delle reti in nazionale ― Svezia | Cronologia completa delle presenze e delle reti in nazionale ― Svezia | Cronologia completa delle presenze e delle reti in nazionale ― Svezia | Cronologia completa delle presenze e delle reti in nazionale ― Svezia | Cronologia completa delle presenze e delle reti in nazionale ― Svezia | Cronologia completa delle presenze e delle reti in nazionale ― Svezia | Cronologia completa delle presenze e delle reti in nazionale ― Svezia | Cronologia completa delle presenze e delle reti in nazionale ― Svezia |
| Data                                                                  | Città                                                                 | In casa                                                               | Risultato                                                             | Ospiti                                                                | Competizione                                                          | Reti                                                                  | Note                                                                  |
| --------------------------------------------------------------------- | --------------------------------------------------------------------- | --------------------------------------------------------------------- | --------------------------------------------------------------------- | --------------------------------------------------------------------- | --------------------------------------------------------------------- | --------------------------------------------------------------------- | --------------------------------------------------------------------- |
| 20-6-1912                                                             | Göteborg                                                              | Svezia                                                                | 2 – 2                                                                 | Ungheria                                                              | Amichevole                                                            | 1                                                                     |                                                                       |
| 29-6-1912                                                             | Stoccolma                                                             | Svezia                                                                | 3 – 4                                                                 | Paesi Bassi                                                           | Olimpiadi 1912 - Turno di qualificazione                              | 2                                                                     |                                                                       |
| 1-7-1912                                                              | Solna                                                                 | Svezia                                                                | 0 – 1                                                                 | Italia                                                                | Olimpiadi 1912 - Torneo di consolazione                               | -                                                                     |                                                                       |
| 3-11-1912                                                             | Göteborg                                                              | Svezia                                                                | 4 – 2                                                                 | Norvegia                                                              | Amichevole                                                            | 2                                                                     |                                                                       |
| 4-5-1913                                                              | Mosca                                                                 | Russia                                                                | 1 – 4                                                                 | Svezia                                                                | Amichevole                                                            | 1                                                                     |                                                                       |
| 18-5-1913                                                             | Budapest                                                              | Ungheria                                                              | 2 – 0                                                                 | Svezia                                                                | Amichevole                                                            | -                                                                     |                                                                       |
| 25-5-1913                                                             | Copenaghen                                                            | Danimarca                                                             | 8 – 0                                                                 | Svezia                                                                | Amichevole                                                            | -                                                                     |                                                                       |
| 8-6-1913                                                              | Stoccolma                                                             | Svezia                                                                | 9 – 0                                                                 | Norvegia                                                              | Amichevole                                                            | 2                                                                     |                                                                       |
| 5-10-1913                                                             | Stoccolma                                                             | Svezia                                                                | 0 – 10                                                                | Danimarca                                                             | Amichevole                                                            | -                                                                     |                                                                       |
| 24-5-1914                                                             | Solna                                                                 | Svezia                                                                | 4 – 3                                                                 | Finlandia                                                             | Amichevole                                                            | 2                                                                     |                                                                       |
| 10-6-1914                                                             | Solna                                                                 | Svezia                                                                | 1 – 5                                                                 | Inghilterra                                                           | Amichevole                                                            | -                                                                     | L'Inghilterra giocava con la Nazionale dilettanti                     |
| 21-6-1914                                                             | Solna                                                                 | Svezia                                                                | 1 – 1                                                                 | Ungheria                                                              | Amichevole                                                            | -                                                                     |                                                                       |
| 28-6-1914                                                             | Kristiania                                                            | Norvegia                                                              | 0 – 1                                                                 | Svezia                                                                | Amichevole                                                            | -                                                                     |                                                                       |
| 5-7-1914                                                              | Solna                                                                 | Svezia                                                                | 2 – 2                                                                 | Russia                                                                | Amichevole                                                            | 1                                                                     |                                                                       |
| 25-10-1914                                                            | Solna                                                                 | Svezia                                                                | 7 – 0                                                                 | Norvegia                                                              | Amichevole                                                            | -                                                                     |                                                                       |
| 27-6-1915                                                             | Kristiania                                                            | Norvegia                                                              | 1 – 1                                                                 | Svezia                                                                | Amichevole                                                            | -                                                                     |                                                                       |
| 24-10-1915                                                            | Stoccolma                                                             | Svezia                                                                | 5 – 2                                                                 | Norvegia                                                              | Amichevole                                                            | 3                                                                     |                                                                       |
| 31-10-1915                                                            | Stoccolma                                                             | Svezia                                                                | 0 – 2                                                                 | Danimarca                                                             | Amichevole                                                            | -                                                                     |                                                                       |
| 4-6-1916                                                              | Copenaghen                                                            | Danimarca                                                             | 2 – 0                                                                 | Svezia                                                                | Amichevole                                                            | -                                                                     |                                                                       |
| 2-7-1916                                                              | Stoccolma                                                             | Svezia                                                                | 6 – 0                                                                 | Norvegia                                                              | Amichevole                                                            | 1                                                                     |                                                                       |
| 8-10-1916                                                             | Stoccolma                                                             | Svezia                                                                | 4 – 0                                                                 | Danimarca                                                             | Amichevole                                                            | 1                                                                     |                                                                       |
| Totale                                                                |                                                                       | Presenze                                                              | 21                                                                    |                                                                       | Reti                                                                  | 16                                                                    |                                                                       |